# Exposición Universal de Roma
La Esposizione Universale Roma (EUR, originalmente llamado E42) es un amplio complejo, hoy una zona suburbana y centro de negocios, en Roma, Italia. Se empezó en 1935 por Benito Mussolini y estaba planeado inaugurarlo en 1942 para celebrar los veinte años de fascismo. En términos urbanísticos, E42 fue diseñado para dirigir la expansión de la ciudad hacia el sudoeste, conectándola con el mar. La exposición planeada nunca tuvo lugar debido a la derrota italiana en la Segunda Guerra Mundial.

## Historia
Después de un periodo de controversia sobre sus principios arquitectónicos y urbanísticos, el proyecto para diseñar EUR fue encargado a los líderes de las dos facciones rivales en la arquitectura italiana: Marcello Piacentini por los «reaccionarios» y Giuseppe Pagano por los «progresistas». Cada uno de ellos aportó sus arquitectos preferidos para diseñar edificios individuales dentro del complejo. EUR ofrece una imagen a gran escala de cómo la Italia urbana podría haber sido, si no hubiera caído el régimen fascista; amplias calles planeadas axialmente y edificios austeros de stile Littorio, inspirado por la antigua arquitectura romana, o racionalismo, arquitectura moderna pero construida usando materiales tradicionales como piedra caliza, toba volcánica y mármol.
El edificio más representativo del estilo «fascista» en EUR es el Palazzo della Civiltà Italiana o Palazzo della Civiltà del Lavoro (1938-1943), un proyecto icónico que desde entonces ha sido conocido como el Colosseo Quadrato («el Coliseo cuadrado»).
Después de la guerra, las autoridades italianas decidieron que el EUR serviría para el desarrollo de un distrito financiero en las afueras de Roma. La idea de un distrito financiero sólo empezaron a planearla otras ciudades europeas hasta décadas después como el London Docklands en Londres y La Défense en París.
Durante los años cincuenta y sesenta los edificios inacabados de la época fascista fueron completados, y se construyeron otros nuevos en un estilo parecido para su uso como oficinas y ministerios gubernamentales, ubicados en amplios jardines y parques. EUR está cerca del aeropuerto de Fiumicino y además ha resultado ser un lugar popular para vivir.
En la actualidad el distrito alberga el Circuito callejero del EUR, en donde se disputa el e-Prix de Roma.

## Otros lugares de EUR
Otros atractivos de EUR son el Museo de la Civilización Romana (Museo della Civiltà Romana) y el palacio de los deportes PalaEUR (hoy PalaLottomatica), diseñado por Pier Luigi Nervi y Marcello Piacentini para los Juegos Olímpicos de 1960.

## En el cine
El EUR fue usado también como los cuarteles generales de Mayflower Industries en la película de 1991 El Gran Halcón y sirvió como telón de fondo para la adaptación al cine, en el año 1999, de la obra de Shakespeare Titus.